# Championnats du monde de badminton 2007
Navigation
Madrid 2006 Hyderâbâd 2009
Les 16e Championnats du monde de badminton se sont tenus du 13 au 19 août 2007 à Kuala Lumpur, en Malaisie. La compétition est organisée par la Fédération internationale de badminton (BWF). 55 nations ont pris part aux cinq épreuves du programme.

## Résultats
| Épreuve       | Or                              | Argent                        | Bronze                             |
| ------------- | ------------------------------- | ----------------------------- | ---------------------------------- |
| Simple hommes | Lin Dan                         | Sony Dwi Kuncoro              | Bao Chunlai                        |
| Simple hommes | Lin Dan                         | Sony Dwi Kuncoro              | Chen Yu                            |
| Simple dames  | Zhu Lin                         | Wang Chen                     | Lu Lan                             |
| Simple dames  | Zhu Lin                         | Wang Chen                     | Zhang Ning                         |
| Double hommes | Markis Kido et Hendra Setiawan  | Jung Jae-sung er Lee Yong-dae | Choong Tan Fook et Lee Wan Wah     |
| Double hommes | Markis Kido et Hendra Setiawan  | Jung Jae-sung er Lee Yong-dae | Shuichi Sakamoto et Shintaro Ikeda |
| Double dames  | Yang Wei et Zhang Jiewen        | Gao Ling et Huang Sui         | Zhang Yawen et Wei Yili            |
| Double dames  | Yang Wei et Zhang Jiewen        | Gao Ling et Huang Sui         | Kumiko Ogura et Reiko Shiota       |
| Double mixte  | Nova Widianto et Lilyana Natsir | Zheng Bo et Gao Ling          | Xie Zhongbo et Zhang Yawen         |
| Double mixte  | Nova Widianto et Lilyana Natsir | Zheng Bo et Gao Ling          | Flandy Limpele and Vita Marissa    |

## Tableau des médailles
| Rang | Nation       | Or | Argent | Bronze | Total |
| ---- | ------------ | -- | ------ | ------ | ----- |
| 1    | Chine        | 3  | 2      | 6      | 11    |
| 2    | Indonésie    | 2  | 1      | 1      | 4     |
| 3    | Hong Kong    | 0  | 1      | 0      | 1     |
| 3    | Corée du Sud | 0  | 1      | 0      | 1     |
| 5    | Japon        | 0  | 0      | 2      | 2     |
| 6    | Malaisie     | 0  | 0      | 1      | 1     |